# Хоркувка
Хоркувка (пол. Chorkówka) — село в Польщі, у гміні Хоркувка Кросненського повіту Підкарпатського воєводства.
Населення — 850 осіб (2011).
У 1975-1998 роках село належало до Кросненського воєводства.

## Демографія
Демографічна структура станом на 31 березня 2011 року:
|          | Загалом | Допрацездатний вік | Працездатний вік | Постпрацездатний вік |
| -------- | ------- | ------------------ | ---------------- | -------------------- |
| Чоловіки | 428     | 103                | 287              | 38                   |
| Жінки    | 422     | 87                 | 259              | 76                   |
| Разом    | 850     | 190                | 546              | 114                  |